# Ceviche

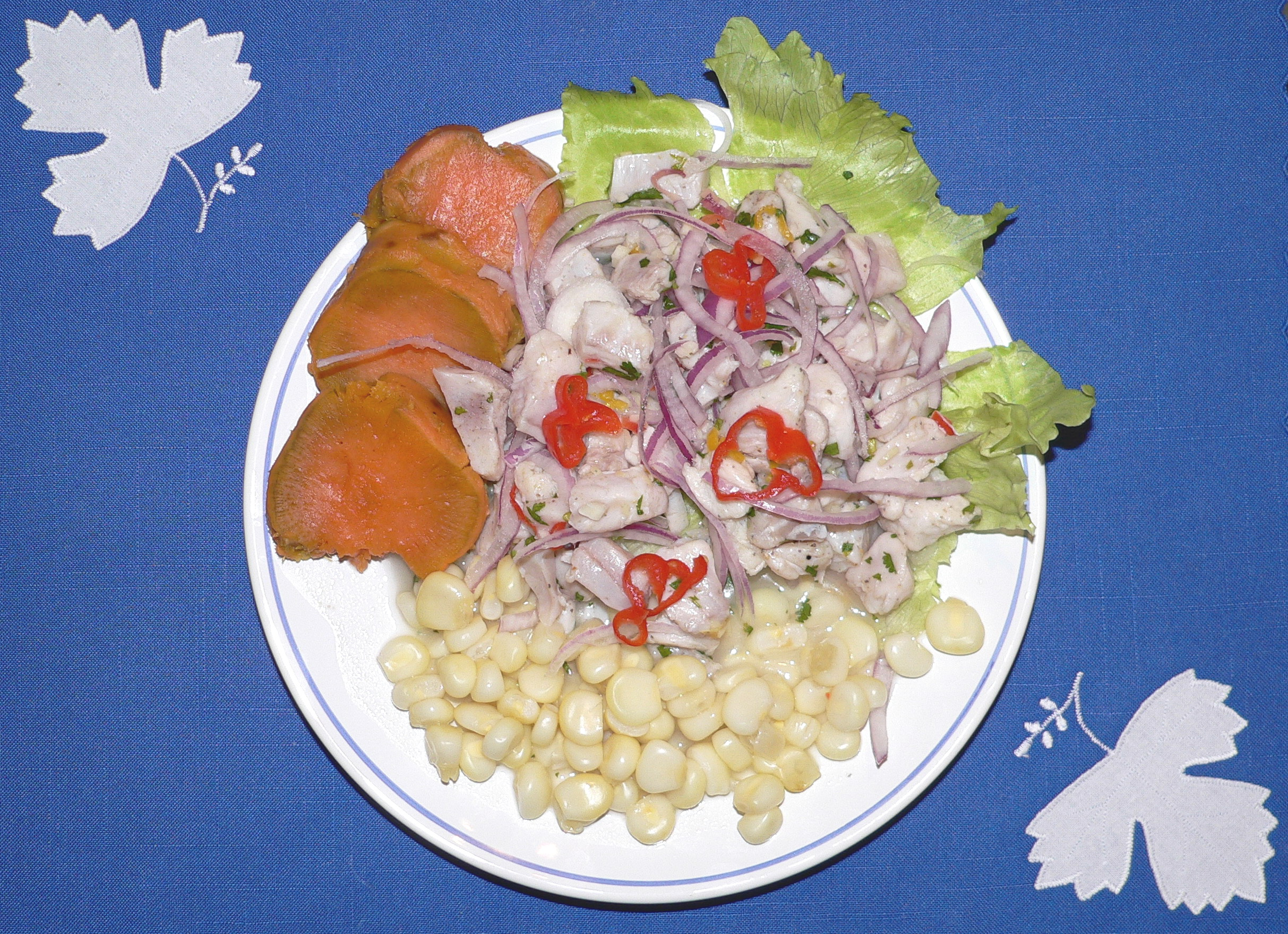
Peruansk ceviche.

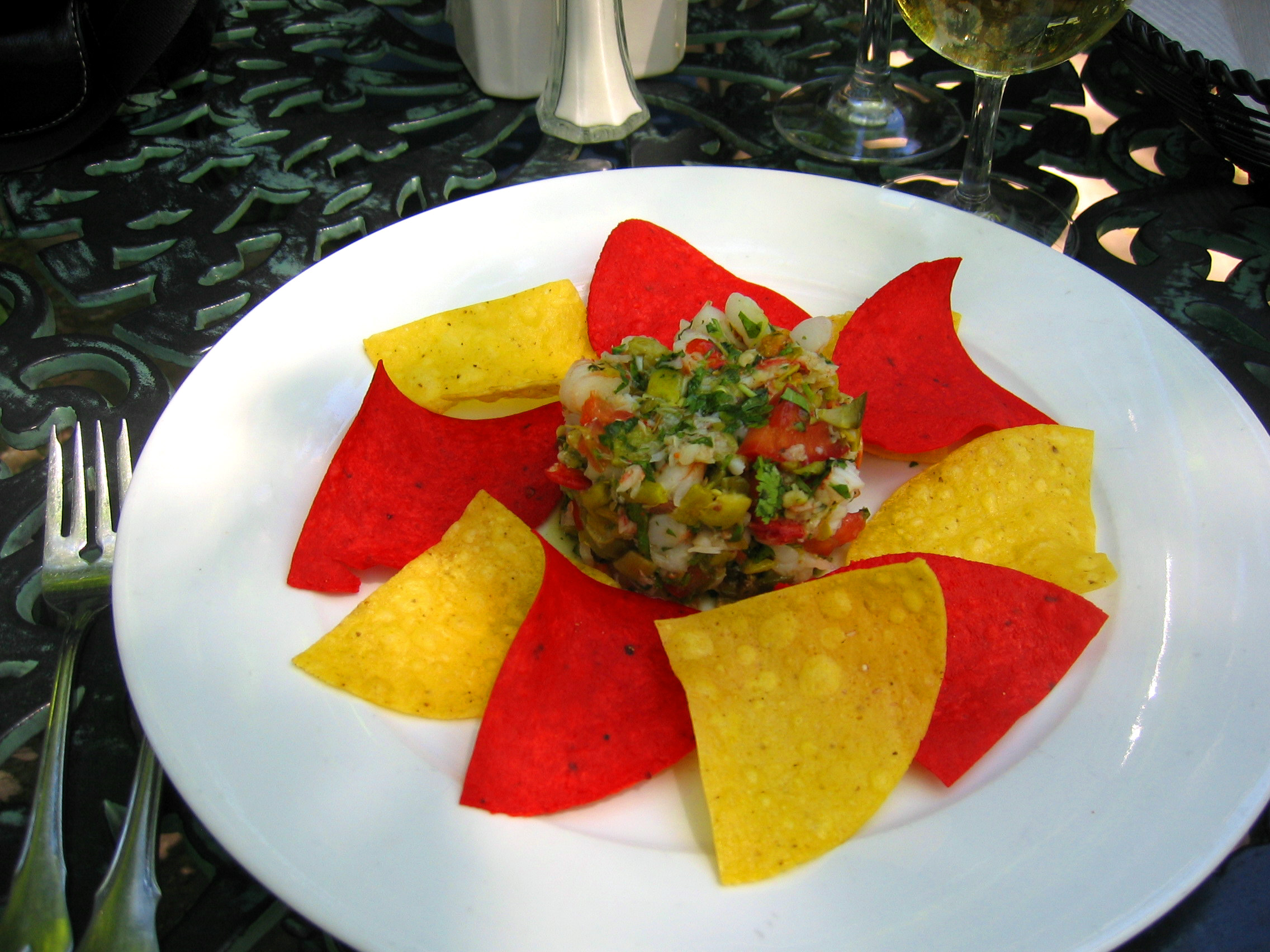
Peruansk ceviche

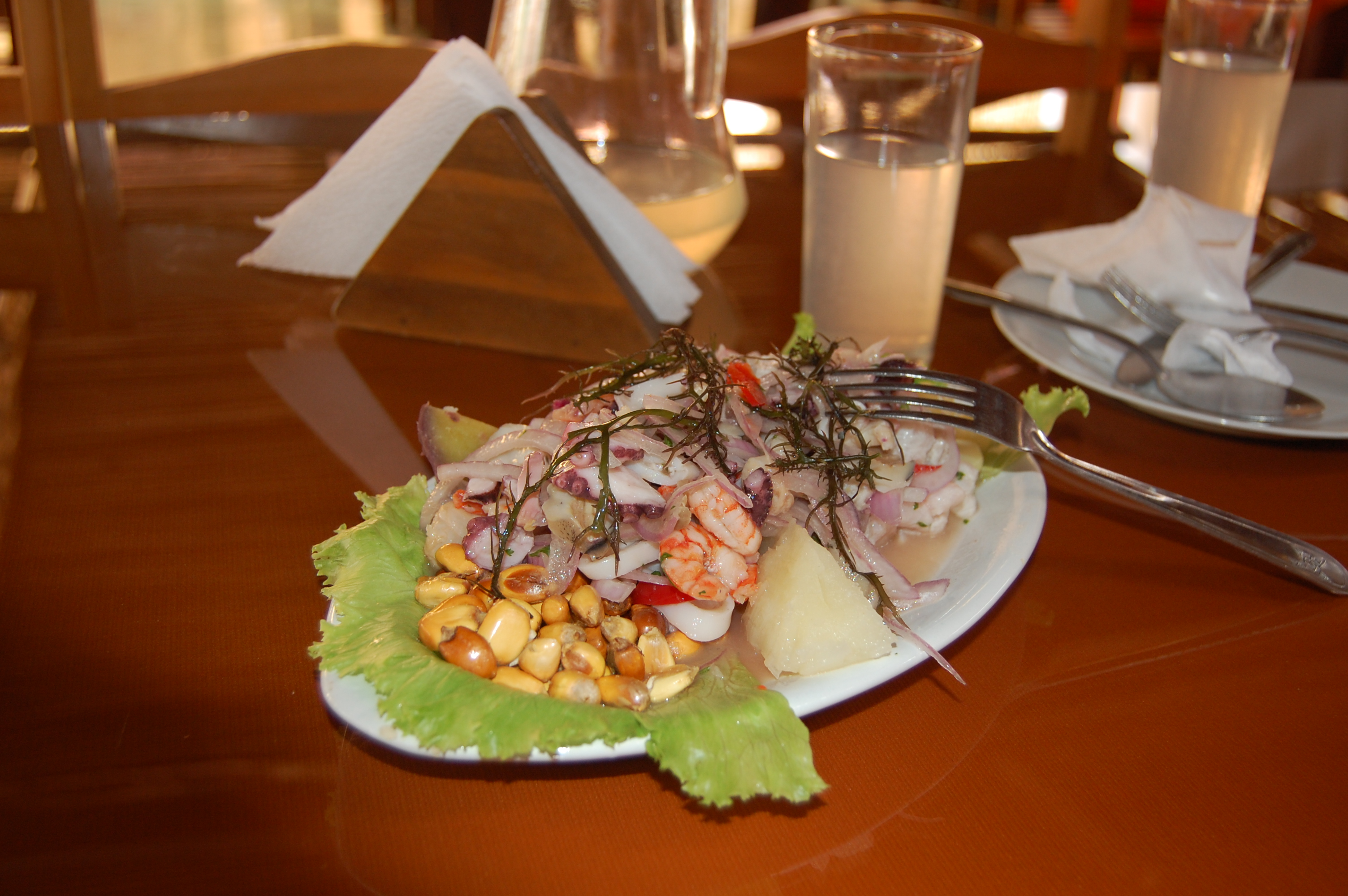
En ceviche mixto peruano.

Ceviche är en limemarinerad förrätt. Det kan vara ceviche de pescado som är en fiskrätt från Peru och vanligt i Sydamerika. Rätten är Perus nationalrätt. Ceviche de pescado tillagas med färsk vit fisk och marineras med gröncitron (spanska limón agrio) eller lime och kryddas med koriander, salt, röd lök. Cevichen hör till den rätt som förmodligen är mest representativ för Peru och det är även den rätt som också har fått mest spridning internationellt. Ceviche mixto peruano är en variant på ceviche som bland annat innehåller skaldjur. Alla ceviche äts kylskåpskalla. I Ecuador är räkcevichen populär.

## Historia
I det gamla Peru gjordes maträtten på färsk fisk som man lät ligga i en lag av en lokal frukt vid namn tumbo. Under tiden för Inkariket lät man fisken ligga i ett bad av chicha.
Med det spanska inflytandet lades två ingredienser till från Medelhavets matkulinariteter: gröncitron och lök. De andra ingredienserna har hållit sig kvar tills nu och bildar del av denna typiskt inhemska maträtt.
Odlingen av gröncitron i Mexiko har gjort att man har fått fram en lokal variant av en något mindre storlek och med starkare citronsyra än de citroner som växer i den gamla världen. Syrligheten hos dessa citroner gör att man kan bereda fiskköttet genom att lägga det i blöt under endast kort tid.
På originalspråket quechua heter maträtten siwichi.

## Ingredienser
Vit fisk som skärs i små bitar, citron (gröncitron) eller lime, lök, spansk peppar eller chili, koriander, salt, glutamat, kokt majs (inte den söta varianten), kokt camotepotatis eller "boniato" (sötpotatis), kokt yucca (kassava), röd lök, salladsblad och tång som garnering.

## Blandad ceviche
I den "blandade cevichen" har man lagt till diverse skaldjur, liten bläckfisk och/eller fisk. Denna variant är internationellt spridd. Ibland används emerita analoga eller muy-muy som det heter i Peru.

## Tillbehör
Den vanliga drycken som serveras till cevichen är pisco sour, cerveza (öl) eller chicha morada.

## Tigermjölk (leche de tigre)
I vardagslag kallar man i Peru den vätska som bildas när man blandar ingredienserna till den peruanska cevichen för tigermjölk. Vätskan har en lätt syrlig och kraftig smak och har egenskapen att vara stärkande. Lokalt rekommenderas den till frukost för nattugglor och som ett afrodisiakum.

## Andra ceviches
Den typiska cevichen längs nordkusten i Peru (som kallas "ceviche på svarta musslor", ceviche de conchas negras) är också populär längs Ecuadors kust. I denna variant av cevichen brukar det typiska skaldjuret vara svart almeja (en slags mussla) tillsammans med rostad majs.
Ceviche är även en del av det mexikanska köket. Där är cevichen ofta gjord som en blandning av olika fiskar och skaldjur med gröncitron, chili och tomat. Det finns varianter som skiljer sig avsevärt (t.ex. cevichen i Acapulco) och andra som är mycket lika (ceviche jaliciense).
Ceviche de carne görs på t.ex. grovhackad oxfilé, minitomat, rödlök, olja, eventuellt soya, koriander, citron/lime, apelsin, senap, peppar, salt, röd paprika, popcorn eller rostad majs. Marineringstid cirka två timmar i kylskåp.